# بخش مرکزی شهرستان پاکدشت
بخش روستایی شهرستان پاکدشت یکی از بخش‌های شهرستان پاکدشت است.

## تقسیمات کشوری
- بخش روستایی شهرستان پاکدشت
  - دهستان حصارامیر
  - دهستان فیلستان
  - دهستان فرون‌آباد

شهر: پاکدشت

## جمعیت
بنابر سرشماری مرکز آمار ایران، جمعیت بخش مرکزی شهرستان پاکدشت در سال ۱۳۸۵ برابر با ۱۵۴۰۰۰ نفر بوده است.